# Calamus (Whitman)
(Walt Whitman)
Calamus è un gruppo di poesie della raccolta Foglie d'erba di Walt Whitman, poesie che celebrano e promuovono "l'amore dell'uomo per l'uomo". La maggior parte dei critici ritiene che in queste poesie si trovi l'espressione più chiara delle idee di Whitman sull'amore omosessuale.

## Genesi
"Calamus" trova la sua origine in un manoscritto inedito intitolato "Live Oak With Moss", contenente dodici poesie scritte nella primavera del 1859. Queste poesie furono inserite tutte (ma non nella loro sequenza originale) nella edizione di "Foglie d'erba" del 1860. Le poesie sembrano raccontare la storia di una relazione tra l'Autore e un amante e, lette nella sequenza originale, esprimono amore e delusione, risultando insolitamente personali e sincere anche per lo stile intimista di Whitman. È per questo che il manoscritto ha un'importanza fondamentale nel dibattito sull'omoerotismo o l'omosessualità di Whitman. La sequenza originale delle poesie rimase sconosciuta fino al 1953, quando fu resa nota in un articolo di Fredson Bowers.

## La sequenza di "Calamus"
Nella terza edizione di Foglie d'erba (1860) Whitman inserì le dodici poesie "Live Oak" insieme ad altre, formando una sequenza di 45 poesie numerate e senza titolo. La sequenza celebra molti aspetti del "cameratismo" o "amore adesivo," termine che Whitman prende in prestito dalla frenologia per descrivere l'attrazione tra uomini. Questa attrazione è presentata nelle sue fasi politica, spirituale, metafisica e personale - Whitman la presenta come struttura portante delle nazioni future, radice dei sentimenti religiosi, soluzione alle grandi questioni della vita e fonte di angoscia e gioia personale.
L'edizione del 1860 contiene tre poesie, tra le quali Calamus 8, "Long I thought that knowledge alone would suffice me", e Calamus 9, "Hours continuing long, sore and heavy-hearted." Whitman rimaneggiava continuamente le sue opere e molte altre poesie furono modificate durante la sua vita. Nell'edizione del 1881–82 il numero delle poesie si era ridotto a 39. I critici hanno notato che le modifiche apportate da Whitman tendevano a ridurre alcune delle sue rivelazioni più personali e specifiche, forse nel tentativo di rendere la sequenza più piacevole a un pubblico più vasto.

## Il significato di Calamus come simbolo

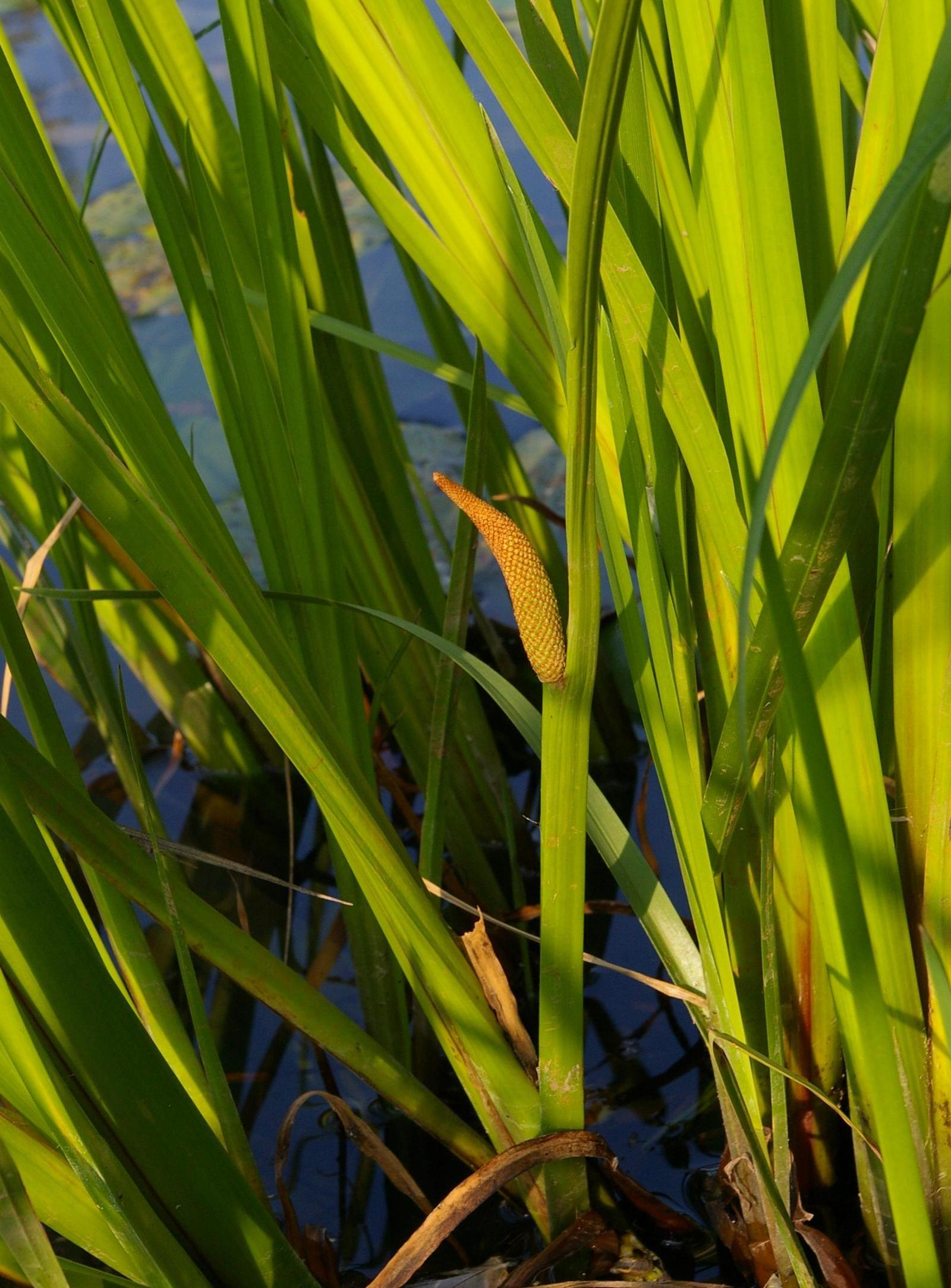
Acorus calamus

In questo gruppo di poesie si trovano immagini e motivi che vengono presentati ripetutamente. Il simbolo più importante probabilmente è il calamo aromatico (Acorus calamus), una pianta erbacea palustre. Whitman riprende qui una delle immagini centrali di Foglie d'erba - il calamo è presentato come un esempio più ampio dell'erba di cui Whitman scrive altrove. Alcuni studiosi hanno sottolineato che la scelta di Whitman è dovuta alla forma fallica del calamo aromatico, all'associazione mitologica tra la pianta e l'amore tra uomini (vedi Calamo), alla scrittura e agli effetti allucinogeni della radice della pianta.  Ai tempi di Whitman la radice del calamo veniva masticata per rinfrescare l'alito e per alleviare i disturbi digestivi.